# لوسار دي لافيرا
بلدية لوسار دي لافيرا (بالإسبانية: Losar de la Vera)‏، هي بلدية تقع في مقاطعة قصرش والتي تقع في منطقة إكستريمادورا، غرب إسبانيا.
يبلغ عدد سكانها 3.198 نسمة وفقاً لإحصائية سنة (2002).